# Serie A 1959-1960 (pallacanestro maschile)
Il campionato di Serie A di pallacanestro maschile 1959-1960, secondo livello del 38º campionato italiano è stato il quinto dalla riforma dei campionati.
La seconda serie doveva inizialmente essere aperta a 30 squadre suddivise in 3 gironi, poi in sede di iscrizione la FIP commise alcuni errori e fu costretta ad allargare il campo delle partecipanti a 32 squadre suddivise in quattro gironi basati su criteri geografici. Dopo la conclusione dei gironi all'italiana, le quattro vincitrici disputano un girone finale per la promozione nelle Elette; le ultime retrocedono in Serie B, le penultime disputano uno spareggio salvezza.

## Girone A

### Classifica
|  |    | Classifica finale 1959-1960 | Pt | G  | V  | P | PtF | PtS |
|  | -- | --------------------------- | -- | -- | -- | - | --- | --- |
|  | 1. | Libertas Biella             | 25 | 14 | 11 | 3 | 771 | 597 |
|  | 2. | RIV Torino                  | 23 | 14 | 9  | 5 | 714 | 703 |
|  | 3. | Cementi Ravenna             | 22 | 14 | 8  | 6 | 676 | 638 |
|  | 4. | Lubiam Modena               | 21 | 14 | 7  | 7 | 705 | 673 |
|  | 5. | Prealpi Varese              | 20 | 14 | 6  | 8 | 763 | 761 |
|  | 6. | CRDM La Spezia              | 19 | 14 | 5  | 9 | 636 | 746 |
|  | 7. | Saiwa Genova                | 19 | 14 | 5  | 9 | 688 | 746 |
|  | 8. | Pirelli Milano              | 19 | 14 | 5  | 9 | 667 | 756 |

### Risultati
| Risultati       | BIE   | TOR   | RAV   | MOD   | VAR   | SPE   | GEN   | MIL   |
| --------------- | ----- | ----- | ----- | ----- | ----- | ----- | ----- | ----- |
| Libertas Biella |       | 83-54 | 52-33 | 51-42 | 60-44 | 69-36 | 51-37 | 66-26 |
| RIV Torino      | 47-40 |       | 48-41 | 47-35 | 53-46 | 44-41 | 45-54 | 61-47 |
| Cementi Ravenna | 38-32 | 36-42 |       | 53-45 | 52-43 | 71-49 | 50-44 | 62-51 |
| Lubiam Modena   | 58-54 | 46-47 | 44-49 |       | 54-42 | 75-44 | 57-44 | 57-50 |
| Prealpi Varese  | 59-60 | 59-56 | 57-39 | 67-49 |       | 60-52 | 73-59 | 57-62 |
| CRDM La Spezia  | 42-59 | 43-36 | 60-50 | 45-63 | 36-28 |       | 48-35 | 51-37 |
| Saiwa Genova    | 39-46 | 58-66 | 38-32 | 47-46 | 55-63 | 69-48 |       | 74-41 |
| Pirelli Milano  | 42-48 | 71-68 | 33-40 | 33-34 | 74-65 | 50-38 | 50-35 |       |

### Spareggio salvezza
| Torino 4 marzo 1960 | CRDM La Spezia | 50 – 43 | Pirelli Milano |  |

| Torino 4 marzo 1960 | Pirelli Milano | 59 – 56 | Saiwa Genova |  |

| Torino 5 marzo 1960 | Saiwa Genova | 54 – 51 | CRDM La Spezia |  |

Al termine dello spareggio, per effetto del quoziente canestri, lo Spezia occupa il sesto posto e rimane in Serie A, Il Genova il settimo posto e dovrà disputare un altro spareggio e il Pirelli Milano all'ottavo posto retrocede invece in Serie B

## Girone B

### Classifica
|  |    | Classifica finale 1959-1960 | Pt | G  | V  | P  | PtF | PtS |
|  | -- | --------------------------- | -- | -- | -- | -- | --- | --- |
|  | 1. | U.G. Goriziana              | 26 | 14 | 12 | 2  | 993 | 825 |
|  | 2. | A.P. Udinese                | 26 | 14 | 12 | 2  | 871 | 701 |
|  | 3. | Safog Gorizia               | 20 | 14 | 6  | 8  | 885 | 885 |
|  | 4. | Fides Roseto                | 20 | 14 | 6  | 8  | 861 | 892 |
|  | 5. | D'Alessandro Teramo         | 20 | 14 | 6  | 8  | 814 | 866 |
|  | 6. | Stamura Ancona              | 19 | 14 | 5  | 9  | 636 | 692 |
|  | 7. | Don Bosco Trieste           | 19 | 14 | 5  | 9  | 789 | 851 |
|  | 8. | C.S.I. Treviso              | 18 | 14 | 4  | 10 | 734 | 871 |

### Risultati
| Risultati           | G.gor | UDI   | S.gor | ROS   | TER    | ANC   | TRI   | TRE   |
| ------------------- | ----- | ----- | ----- | ----- | ------ | ----- | ----- | ----- |
| U.G. Goriziana      |       | 73-66 | 77-71 | 86-63 | 101-67 | 70-44 | 92-64 | 66-38 |
| A.P. Udinese        | 49-47 |       | 57-37 | 92-61 | 74-49  | 45-38 | 65-48 | 86-44 |
| Safog Gorizia       | 64-80 | 71-69 |       | 91-63 | 77-70  | 62-57 | 61-62 | 86-62 |
| Fides Roseto        | 54-55 | 49-61 | 64-57 |       | 67-46  | 55-47 | 75-62 | 87-51 |
| D'Alessandro Teramo | 67-68 | 44-54 | 60-55 | 62-59 |        | 50-43 | 64-54 | 64-41 |
| Stamura Ancona      | 61-48 | 32-41 | 50-43 | 39-49 | 46-42  |       | 47-31 | 39-33 |
| Don Bosco Trieste   | 54-63 | 57-58 | 59-53 | 80-59 | 58-63  | 60-50 |       | 51-46 |
| C.S.I. Treviso      | 63-67 | 51-54 | 55-57 | 63-56 | 69-66  | 63-43 | 55-49 |       |

### Spareggio primo posto
| Padova 5 marzo 1960 | APU Udine | 48 – 44 | U.G. Gorizia |  |

### Spareggio salvezza
| Ferrara 13 marzo 1960 | Stamura Basket Ancona | 49 – 38 | Don Bosco Trieste |  |

## Girone C

### Classifica
|  |    | Classifica finale 1959-1960 | Pt | G  | V  | P  | PtF | PtS |
|  | -- | --------------------------- | -- | -- | -- | -- | --- | --- |
|  | 1. | Ex Alunni Massimo Roma      | 25 | 14 | 11 | 3  | 820 | 646 |
|  | 2. | Permaflex Pistoia           | 25 | 14 | 11 | 3  | 690 | 542 |
|  | 3. | Montecatini S.C.            | 22 | 14 | 8  | 6  | 674 | 663 |
|  | 4. | Mens Sana Siena             | 21 | 14 | 7  | 7  | 537 | 572 |
|  | 5. | Amatori Carrara             | 19 | 14 | 5  | 9  | 619 | 696 |
|  | 6. | Olimpia Cagliari            | 19 | 14 | 5  | 9  | 630 | 704 |
|  | 7. | Esperia Cagliari            | 19 | 14 | 5  | 9  | 565 | 630 |
|  | 8. | Affrico Firenze             | 18 | 14 | 4  | 10 | 545 | 627 |

### Risultati
| Risultati              | ROM   | PIS   | MON   | SIE   | CAR   | O.cag | E.cag | FIR   |
| ---------------------- | ----- | ----- | ----- | ----- | ----- | ----- | ----- | ----- |
| Ex Alunni Massimo Roma |       | 59-45 | 76-55 | 64-47 | 72-41 | 75-49 | 65-50 | 74-50 |
| Permaflex Pistoia      | 46-38 |       | 46-51 | 59-50 | 50-47 | 56-39 | 81-26 | 56-38 |
| Montecatini S.C.       | 48-50 | 38-30 |       | 32-25 | 53-46 | 40-50 | 62-48 | 52-32 |
| Mens Sana Siena        | 25-22 | 30-40 | 44-38 |       | 46-42 | 45-37 | 22-18 | 51-47 |
| Amatori Carrara        | 48-47 | 40-49 | 50-51 | 37-34 |       | 41-39 | 52-46 | 45-26 |
| Olimpia Cagliari       | 60-77 | 42-53 | 61-60 | 50-52 | 52-46 |       | 38-37 | 49-48 |
| Esperia Cagliari       | 49-63 | 20-42 | 53-38 | 47-30 | 74-43 | 35-34 |       | 26-21 |
| Affrico Firenze        | 33-38 | 24-37 | 52-56 | 39-36 | 57-41 | 39-30 | 39-36 |       |

### Spareggio primo posto
| Perugia 20 marzo 1960 | Ex Alunni Massimo Roma | 59 – 48 | Libertas Pistoia |  |

### Spareggio salvezza
| Roma 4 marzo 1960 | Olimpia Cagliari | 72 – 40 | Amatori Carrara |  |

| Roma 5 marzo 1960 | Esperia Cagliari | 70 – 48 | Amatori Carrara |  |

| Roma 5 marzo 1960 | Olimpia Cagliari | 66 – 60 | Esperia Cagliari |  |

Al termine dello spareggio, l'Olimpia Cagliari e L'Esperia Cagliari rimangono in Serie A, l'Amatori Carrara dovrà disputare un altro spareggio

## Girone D

### Classifica
|  |    | Classifica finale 1959-1960 | Pt | G  | V  | P  | PtF | PtS |
|  | -- | --------------------------- | -- | -- | -- | -- | --- | --- |
|  | 1. | Lazio Roma                  | 26 | 14 | 12 | 2  | 927 | 653 |
|  | 2. | Partenope Napoli            | 24 | 14 | 10 | 4  | 846 | 756 |
|  | 3. | Polisportiva Messina        | 23 | 14 | 9  | 5  | 714 | 675 |
|  | 4. | Libertas Brindisi           | 21 | 14 | 7  | 7  | 731 | 674 |
|  | 5. | Pallacanestro Bari          | 20 | 14 | 6  | 8  | 600 | 629 |
|  | 6. | Grifone Catania             | 19 | 14 | 5  | 9  | 630 | 819 |
|  | 7. | Folgore Nocera              | 19 | 14 | 5  | 9  | 622 | 709 |
|  | 8. | Juventus Caserta            | 16 | 14 | 2  | 12 | 489 | 644 |

### Risultati
| Risultati            | L.Rom | NAP   | MES   | BRI   | BAR   | NOC   | CAT   | CAS   |
| -------------------- | ----- | ----- | ----- | ----- | ----- | ----- | ----- | ----- |
| Lazio Migas          |       | 78-68 | 73-56 | 74-51 | 63-37 | 80-39 | 86-51 | 84-37 |
| Partenope Napoli     | 65-62 |       | 47-40 | 59-49 | 65-57 | 65-48 | 79-49 | 85-59 |
| Polisportiva Messina | 61-59 | 29-21 |       | 57-39 | 57-48 | 60-39 | 80-47 | 46-42 |
| Libertas Brindisi    | 37-56 | 65-58 | 44-20 |       | 47-27 | 54-30 | 68-27 | 53-36 |
| Pallacanestro Bari   | 40-56 | 54-62 | 66-40 | 60-55 |       | 57-39 | 71-44 | 2-0   |
| Folgore Nocera       | 46-55 | 59-49 | 46-48 | 42-40 | 57-40 |       | 55-44 | 33-40 |
| Grifone Catania      | 33-66 | 57-59 | 53-47 | 80-71 | 43-39 | 41-40 |       | 23-15 |
| Juve Caserta         | 32-34 | 50-64 | 51-73 | 48-58 | 0-2   | 36-49 | 43-38 |       |

### Spareggio salvezza[2]
| Bari 13 marzo 1960 | Grifone Catania | 46 – 44 referto | Folgore Nocera |  |

## Qualificazioni salvezza
| Grosseto 26 marzo 1960 | Saiwa Genova | 61 – 48 referto | Folgore Nocera |  |

| Grosseto 27 marzo 1960 | Saiwa Genova | 69 – 52 referto | Amatori Carrara |  |

| Grosseto 28 marzo 1960 | Folgore Nocera | ? – ? | Amatori Carrara |  |

- La Don Bosco Trieste non parteciperà allo spareggio salvezza e sarà retrocesso insieme alla Amatori Pall. Carrara

## Girone finale
| Ravenna 25 marzo 1960 | Libertas Biella | 62 – 55 | A.P. Udinese |  |

| Ravenna 25 marzo 1960 | Lazio Migas | 59 – 52 | Ex Alunni Massimo Roma |  |

| Ravenna 26 marzo 1960 | Libertas Biella | 60 – 50 | Ex-alunni Massimo Roma |  |

| Ravenna 26 marzo 1960 | Lazio Migas | 72 – 68 | APU Udinese |  |

| Ravenna 27 marzo 1960 | Libertas Biella | 60 – 49 | Lazio Roma |  |

| Ravenna 27 marzo 1960 | APU Udinese | 62 – 60 | Ex Massimo Roma |  |

|  |    | Classifica finale 1959-1960 | Pt | G | V | P | PtF | PtS |
|  | -- | --------------------------- | -- | - | - | - | --- | --- |
|  | 1. | Libertas Biella             | 6  | 3 | 3 | 0 | 182 | 154 |
|  | 2. | Lazio Migas                 | 4  | 3 | 2 | 1 | 180 | 180 |
|  | 3. | A.P. Udinese                | 2  | 3 | 1 | 2 | 185 | 194 |
|  | 4. | Ex Alunni Massimo Roma      | 0  | 3 | 0 | 3 | 162 | 181 |

## Verdetti
- La Libertas Biella vince il titolo nazionale di Serie A

Formazione: Pizzichemi, Gala, Flaborea, Calvino, Briga, Ponzelletti, Grosso, Gora, Tomba, Zini